# Плащеносные акулы
Плащено́сные аку́лы или плащено́сцы (лат. Chlamydoselachus) — единственный современный род хрящевых рыб одноименного семейства из отряда многожаберникообразных, обладающий следующими особенностями: угреобразное вытянутое тело, 6 жаберных щелей, короткая морда, верхние и нижние зубы не различаются, имеется анальный плавник (по размеру больше спинного). Преимущественно распространены в прохладной глубине тропиков, яйцеживородящие. Род включает в себя 2 существующих и несколько вымерших видов.
Первые исследователи предполагали близкое родство этих акул с палеозойскими акулами кладоселахиями, но позже это было опровергнуто. По всей видимости, плащеносные акулы близки к гребнезубым, с которыми обычно и объединяются в один отряд. Но иногда их выделяют в отдельный отряд Chlamydoselachiformes.

## Виды
- Chlamydoselachus africana
- Chlamydoselachus anguineus — Плащеносная акула
- † Chlamydoselachus brancheri
- † Chlamydoselachus fiedleri
- † Chlamydoselachus goliath
- † Chlamydoselachus gracilis
- † Chlamydoselachus keyesi
- † Chlamydoselachus lawleyi
- † Chlamydoselachus thomsoni
- † Chlamydoselachus tobleri